# Paul le Simple
Paul le Simple († v. 339) est un ermite égyptien disciple d'Antoine le Grand. Jean Climaque, abbé du Sinaï, écrit : « Paul le Simple est un exemple pour nous car il fut le type et la règle de la sainte simplicité ». Il était contemporain de Paul de Thèbes, le premier ermite. Le récit de sa vie est rapporté par Palladios, De Vitis Patrum et Histoire Lausiaque, et par Rufin d'Aquilée, Historia Monachorum.

## Hagiographie
Paul était un fermier qui, à l'âge de soixante ans, ayant découvert que sa belle épouse l'avait trompé, la quitta pour se consacrer à la prière. Il rencontra saint Antoine auquel il exprima son désir de devenir ermite. Antoine lui répondit qu'il lui semblait impossible qu'un homme de soixante ans puisse adopter un mode de vie aussi austère. Il encouragea Paul à se satisfaire de sa vie de laboureur reconnaissant et pieux. Paul, insatisfait par cette réponse, insista sur son désir d'apprendre. Antoine lui répondit que s'il voulait devenir moine, il devrait se rendre dans une communauté cénobite. Antoine jeûna durant cinq jours. Au quatrième jour, Paul n'avait toujours pas quitté la porte d'Antoine. Celui-ci fit alors entrer Paul, de peur qu'il périsse d'inanition.
Ce soir-là, au dîner, Antoine prit un morceau de pain et le donna à Paul. Après que chacun eut mangé un morceau, Antoine pria Paul d'en prendre un autre. — « Si tu manges aussi, je mangerai, » dit Paul, « sinon je ne mangerai pas. » — « J'ai bien assez mangé pour un ermite » dit Antoine. — « Alors c'est bien assez pour moi aussi, car je veux devenir ermite » répondit Paul.
Antoine continua d'éprouver l'endurance et l'humilité de Paul par un dur travail, des jeûnes sévères, des nuits de prière, le chant d'hymnes et des prostrations incessants. Antoine, impressionné par sa constance, admit Paul comme ermite et lui accorda une cellule séparée.
On dit que Paul avait le pouvoir de repousser les démons. Selon la chronique, Antoine s'étant vu présenter un jeune homme possédé déclara : « Je ne peux rien pour cet enfant car je n'ai pas reçu de pouvoir sur le Prince des démons. Paul le Simple, en revanche, possède ce don. »